# Magyar Rendőrmúzeum Baráti Köre Kulturális Egyesület
A Magyar Rendőrmúzeum Baráti Köre Kulturális Egyesület rövid neve: Magyar Rendőrmúzeum Baráti Köre. Jogi személy, tevékenységét önálló és közérdekű célú társadalmi szervezettként fejti ki. Politikai tevékenységet nem végez  pártoktól független. A magyar rendvédelem története iránt érdeklődő szakemberek társadalmi egyesülése. 

## Megalapítása
A néhai Dr. Gulyás István erki állatorvos, aki  rendvédelmi relikviákat is gyűjtött, anyagából 1990-ben a Hevesi Rendőrkapitányságon bűnmegelőzési kiállítás nyílt. A  rendvédelmi anyag később gyarapodott, állandó bemutató helyre költözött. A tarnamérai önkormányzat segítségével, 1996 augusztus 31-én az Almássy Kastélyban jött létre az első tiszta profilú, civil kezdeményezésű és fenntartású Rendőrmúzeum. Az intézményt a Heves és Vidéke Bűnmegelőzési Alapítvány működtette Zalai Antal vezetésével 2002-ig, majd átadásra került az Országos Rendőr-főkapitányságnak, így az a Rendőrségtörténeti Múzeum részeként működteti.
A múzeum létrejöttével egy időben alakult meg a Magyar Rendőrmúzeum Baráti Köre Kulturális Egyesület. 

## Célja
A szakterület művelésével az írásos és tárgyi emlékeinek feldolgozásával, gyűjtésével, publikálásával hozzájárulni a magyar és az egyetemes rendvédelmi történelmi anyagok gyarapításához. A kulturális értékek megmentése, átörökítése, a rendvédelmi kultúra terjesztése, a fiatal generáció tanítása, az értékek bemutatása. Polgárbarát rendőrkép kialakítása.

## Feladata
- Rendvédelmi relikviák felkutatása, gyűjtése, bemutatása, vándorkiállítások szervezése
- Konferenciák, ankétok, szakszemináriumok, klubdélutánok, versenyek rendezése,
- Tudományos fórumok, kutatások segítése, pályázati lehetőségek biztosítása
- Szakkönyvtári anyagok gyűjtése
- Bel- és külföldi együttműködés, információcsere, tanulmányutak

## Szervezete
Közgyűlés
Rendes tagok, (magyar és külföldi állampolgárok, továbbá nem politikai tartalmú  jogiszemélyiségű szervezetek.)
Választott tisztségviselők: 
Elnök: Dr. Francsics Ottó ny. r. ezredes (1997-)
Alelnök: Dr. Gulyás István (1997–2023) Dani Attila (2023- )
Titkár: Hájas László (1997-2019) Tóth Csaba (2019–)